# فهرست دره‌های کره ماه
- گود کوپرنیک
- گود وان‌دوگراف
- گود ارتستن
- گود داپلر
- گود گورولف
- گود بیلی
- گود تیکو براهه